# XXIV emendamento della Costituzione degli Stati Uniti d'America
Il XXIV Emendamento della Costituzione degli Stati Uniti d'America (Emendamento XXIV) proibisce sia al Congresso che agli Stati di condizionare il diritto di voto alle elezioni federali al pagamento di una tassa elettorale o di altri tipi di tasse. L'emendamento fu proposto dal Congresso agli Stati il 27 agosto 1962 e fu ratificato dagli Stati il 23 gennaio 1964.
Gli Stati uniti meridionali degli ex Stati Confederati d'America adottarono tasse elettorali sia nelle loro leggi statali che nelle loro costituzioni statali per tutta la fine del XIX e l'inizio del XX secolo. Ciò divenne possibile e più diffuso quando il Partito Democratico riprese il controllo della maggior parte dei livelli di governo del Sud nei decenni successivi alla fine della Ricostruzione. Lo scopo di queste tasse elettorali era quello di impedire agli afroamericani e ai bianchi spesso poveri, e, dopo l'approvazione del XIX emendamento, alle donne, di votare. L'uso delle tasse elettorali da parte degli Stati era stato ritenuto costituzionale dalla Corte Suprema degli Stati Uniti nella sentenza Breedlove v. Suttles del 1937.
Quando il 24° Emendamento fu ratificato nel 1964, cinque Stati mantenevano ancora la tassa: Alabama, Arkansas, Mississippi, Texas e Virginia. L'emendamento proibiva di richiedere una tassa elettorale per gli elettori alle elezioni federali. Ma solo nel 1966 la Corte Suprema degli Stati Uniti stabilì, con sentenza 6-3 nella causa Harper v. Virginia State Board of Elections, che le tasse elettorali per qualsiasi livello di elezioni erano incostituzionali. La Corte ha dichiarato che tali tasse violavano la clausola di uguale protezione del XIV emendamento. Le successive controversie relative ai potenziali effetti discriminatori dei requisiti di registrazione degli elettori si sono generalmente basate sull'applicazione di questa clausola.

## Testo
«Sezione 2. Il Congresso avrà il potere di far rispettare il presente articolo mediante una legislazione appropriata.»

## Contesto
Tasse elettorali
     Tassa di voto cumulativa (per votare è necessario pagare anche le tasse di voto mancanti degli anni precedenti).)
      Nessuna tassa sui sondaggi

Tasse elettorali
Tassa di voto cumulativa (per votare è necessario pagare anche le tasse di voto mancanti degli anni precedenti).)
Nessuna tassa sui sondaggi
Storia della imposta sui sondaggi per stato dal 1868 al 1966

Gli Stati del Sud avevano adottato la tassa elettorale come requisito per il voto come parte di una serie di leggi alla fine del XIX secolo volte a escludere i neri americani dalla politica per quanto possibile senza violare il XV emendamento. Questo prevedeva che il voto non fosse limitato da “razza, colore o precedente condizione di servitù”. Tutti gli elettori erano tenuti a pagare la tassa elettorale, ma in pratica essa colpiva soprattutto i poveri. In particolare, questa tassa colpì sia gli afroamericani che gli elettori bianchi poveri, alcuni dei quali avevano votato con i candidati del Partito del Popolo e dei Fusionisti alla fine del XIX secolo, turbando temporaneamente il governo democratico. I sostenitori della tassa elettorale minimizzarono questo aspetto e assicurarono che gli elettori bianchi non sarebbero stati colpiti. L'approvazione delle tasse elettorali iniziò seriamente negli anni Novanta del XIX secolo, poiché i Democratici volevano evitare un'altra coalizione Populista-Repubblicana. Nonostante le violenze e i brogli elettorali, gli afroamericani conquistarono numerosi seggi locali. Entro il 1902, tutti gli undici Stati dell'ex Confederazione avevano emanato una tassa elettorale, molti all'interno di nuove costituzioni che contenevano altre disposizioni come barriere alla registrazione degli elettori, come test di alfabetizzazione o di comprensione amministrati soggettivamente da lavoratori bianchi. La tassa elettorale fu usata insieme ad altri dispositivi come la clausola di salvaguardia e le “primarie bianche” per escludere i neri, oltre a minacce e atti di violenza. Ad esempio, i potenziali elettori dovevano essere “valutati” in Arkansas, e i neri erano completamente ignorati nella valutazione.
Dal 1900 al 1937 l'uso della tassa elettorale fu quasi ignorato dal governo federale. Diverse iniziative a livello statale abrogarono le tasse elettorali durante questo periodo per due motivi: in primo luogo perché incoraggiavano la corruzione, dato che le persone ricche potevano e volevano pagare le tasse elettorali degli altri; in secondo luogo, perché scoraggiavano il voto dei bianchi più di quanto molti politici populisti del Sud desiderassero. La tassa elettorale sopravvisse a un'impugnativa legale nel caso Breedlove v. Suttles della Corte Suprema del 1937, che decise all'unanimità che
La questione rimase in primo piano, poiché la maggior parte degli afroamericani del Sud era priva di diritti. Il presidente Franklin D. Roosevelt si espresse contro la tassa. La definì pubblicamente “un residuo del periodo rivoluzionario” che il Paese aveva superato. Tuttavia, i Democratici liberali favoriti da Roosevelt nel Sud persero alle primarie del 1938 contro i Democratici conservatori del Sud in carica, ed egli fece marcia indietro. Riteneva di aver bisogno dei voti dei Democratici del Sud per approvare i programmi del New Deal e non voleva inimicarseli ulteriormente. Tuttavia, gli sforzi a livello congressuale per abolire la tassa elettorale continuarono. Una proposta di legge del 1939 per l'abolizione della tassa elettorale nelle elezioni federali fu bloccata dal Blocco del Sud, legislatori la cui lunga permanenza in carica in una regione a partito unico dava loro l'anzianità e il comando di numerose importanti presidenze di commissione. Una petizione di discarico riuscì a costringere il disegno di legge a essere presa in considerazione e la Camera la approvò 254-84. Tuttavia, il disegno di legge non riuscì a sconfiggere un ostruzionismo al Senato da parte dei senatori del Sud e di alcuni alleati del Nord che apprezzavano il sostegno dei potenti e anziani seggi del Sud. Questa proposta di legge sarebbe stata riproposta nei diversi Congressi successivi. L'abolizione fu quasi approvata durante la seconda guerra mondiale, quando gli oppositori la inquadrarono come un mezzo per aiutare i soldati d'oltremare a votare. Tuttavia, dopo aver appreso che la decisione della Corte Suprema degli Stati Uniti Smith v. Allwright (1944) vietava l'uso delle “primarie bianche”, il blocco del Sud si rifiutò di approvare l'abolizione della tassa elettorale.
Nel 1946 il Senato si avvicinò all'approvazione della legge. 24 democratici e 15 repubblicani approvarono la fine del dibattito, mentre 7 democratici non meridionali e 7 repubblicani si unirono ai 19 democratici meridionali nell'opposizione. Il risultato fu un voto 39-33 a favore della legge, ma una ghigliottina parlamentare per porre fine all'ostruzionismo richiedeva una supermaggioranza di due terzi, pari a 48 voti all'epoca, e quindi la legge non fu portata al voto. I sostenitori dell'abolizione della tassa elettorale presero in considerazione un emendamento costituzionale dopo la sconfitta del 1946, ma anche questa idea non avanzò.
Il tenore del dibattito cambiò negli anni Quaranta. I politici del Sud cercarono di riformulare il dibattito come una questione costituzionale, ma la corrispondenza privata indica che la vera preoccupazione era ancora la privazione dei diritti dei neri. Ad esempio, il senatore del Mississippi Theodore Bilbo dichiarò: “Se la legge sulla tassa elettorale passerà, il passo successivo sarà uno sforzo per rimuovere il titolo di registrazione, il titolo di studio dei negri. Se ciò avverrà, non avremo modo di impedire ai negri di votare”. Questo timore spiega perché anche i senatori del Sud degli Stati che avevano abolito la tassa elettorale si opposero alla legge: non volevano creare un precedente che permettesse al governo federale di interferire nelle elezioni statali.
Il presidente Harry S. Truman aveva stabilito il Comitato presidenziale per i diritti civili, che tra le altre cose indagava sulla tassa elettorale. Considerando che nel 1948 l'opposizione alla regolamentazione federale della tassa elettorale era basata sulla Costituzione, il Comitato osservò che un emendamento costituzionale poteva essere il modo migliore di procedere. Tuttavia, nel corso degli anni Cinquanta si verificò ben poco. I membri del movimento anti-tasse elettorali si sono ritirati durante la frenesia anticomunista del periodo; alcuni dei principali sostenitori dell'abolizione della tassa elettorale, come Joseph Gelders e Vito Marcantonio, erano stati marxisti convinti.
Il Presidente John F. Kennedy tornò sulla questione. La sua amministrazione sollecitò il Congresso ad adottare e a venire inviato agli Stati per la ratifica. Egli riteneva che l'emendamento costituzionale fosse il modo migliore per evitare l'ostruzionismo, in quanto l'affermazione che l'abolizione federale della tassa elettorale incostituzionale sarebbe stata superata. Tuttavia, alcuni liberali si opposero all'azione di Kennedy, ritenendo che un emendamento sarebbe stato troppo lento rispetto alla legislazione. Spessard Holland, un democratico conservatore della Florida, presentò l'emendamento al Senato. Holland si era opposto alla maggior parte delle leggi sui diritti civili durante la sua carriera. Lo stesso Holland aveva tentato più volte, da quando era entrato al Senato degli Stati Uniti nel 1946, di vietare la tassa elettorale, senza riuscirci.
L'ottenimento del suo sostegno da parte di Kennedy contribuì a spaccare la monolitica opposizione del Sud all'emendamento. La ratifica dell'emendamento fu relativamente rapida, richiedendo poco più di un anno; fu ratificato rapidamente dalle legislature statali di tutto il Paese dall'agosto 1962 al gennaio 1964.
Il presidente Lyndon B. Johnson definì l'emendamento un “trionfo della libertà sulle restrizioni” e “una verifica dei diritti delle persone”. Gli Stati che avevano mantenuto la tassa elettorale erano più riservati. Il procuratore generale del Mississippi, Joseph Turner Patterson, si lamentò della complessità di due gruppi di elettori: quelli che avevano pagato la tassa elettorale e potevano votare in tutte le elezioni e quelli che non l'avevano pagata e potevano votare solo alle elezioni federali. Inoltre, i non paganti potevano ancora essere scoraggiati da requisiti quali l'obbligo di registrarsi con largo anticipo rispetto alle elezioni e di conservare la documentazione relativa a tale registrazione. Alcuni Stati continuarono anche a praticare discriminazioni nell'applicazione dei test di alfabetizzazione.

## Proposta e ratifica
Ratified amendment, 1962–1964
     Ratified amendment post-enactment, 1977, 1989, 2002, 2009
     Rejected amendment
     Did not ratify amendment

Ratified amendment, 1962–1964
Ratified amendment post-enactment, 1977, 1989, 2002, 2009
Rejected amendment
Did not ratify amendment
^{1}Years are 1977: Virginia; 1989: North Carolina; 2002: Alabama; and 2009: Texas.

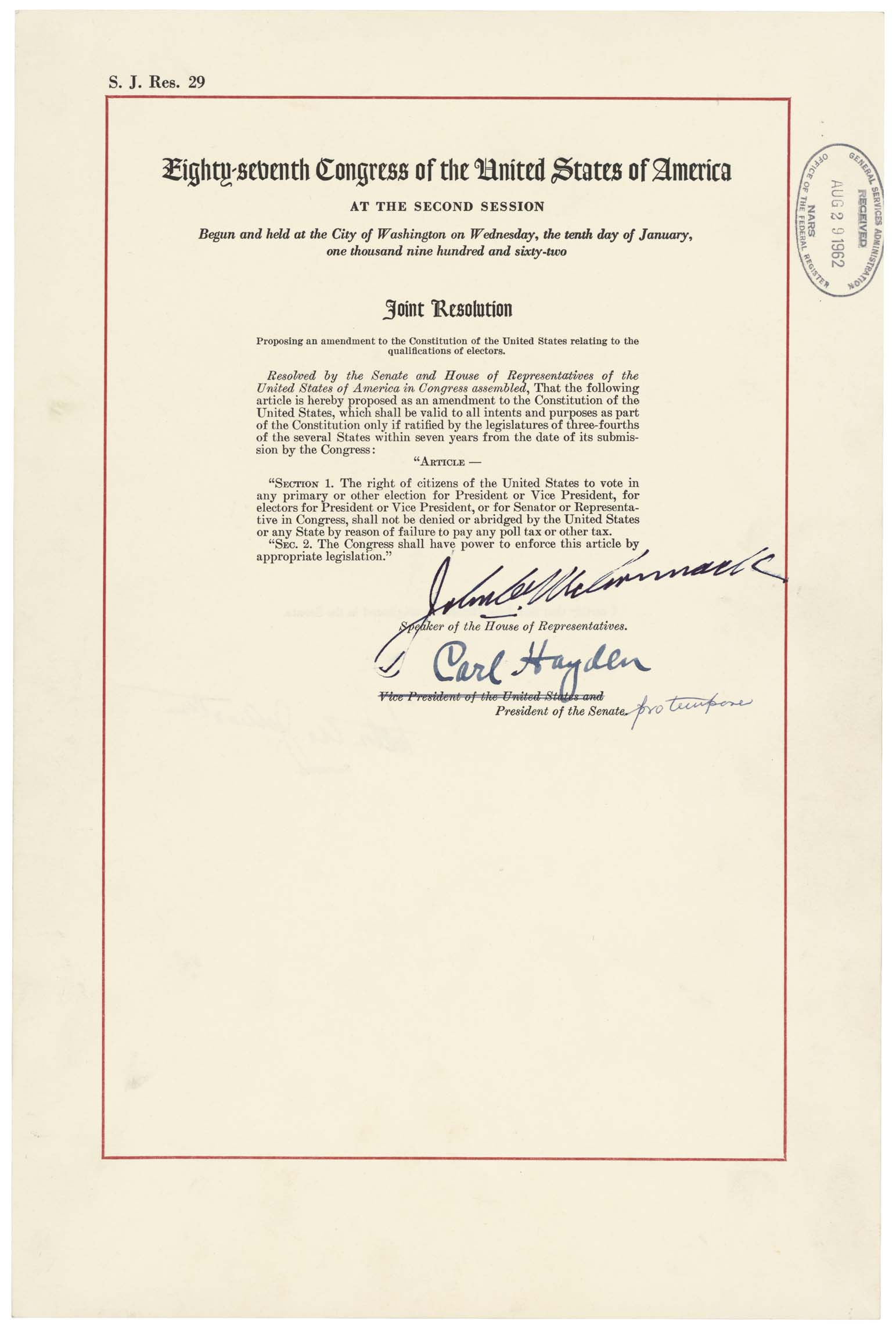
The official Joint Resolution of Congress proposing what became the 24th Amendment as contained in the National Archives

Il Congresso propose il ventiquattresimo emendamento il 27 agosto 1962. L'emendamento fu presentato agli Stati il 24 settembre 1962, dopo essere stato approvato con la maggioranza dei due terzi richiesta alla Camera e al Senato. Il voto finale alla Camera fu 295-86 (132-15 nella Conferenza repubblicana della Camera e 163-71 nell'Incontro democratico della Camera) con 54 membri che votarono presenti o si astennero, mentre al Senato il voto finale fu 77-16 (30-1 nella Conferenza repubblicana del Senato e 47-15 nell'Incontro democratico del Senato con 7 membri che votarono presenti o si astennero. I seguenti Stati ratificarono l'emendamento:
1. Illinois (14 novembre 1962)
2. New Jersey (3 dicembre 1962)
3. Oregon (25 gennaio 1963)
4. Montana (28 gennaio 1963)
5. Virginia Occidentale (1 febbraio 1963)
6. New York (4 febbraio 1963)
7. Maryland (6 febbraio 1963)
8. California (7 febbraio 1963)
9. Alaska (11 febbraio 1963)
10. Rhode Island (14 febbraio 1963)
11. Indiana (19 febbraio 1963)
12. Utah (20 febbraio 1963)
13. Michigan (20 febbraio 1963)
14. Colorado (21 febbraio 1963)
15. Ohio (27 febbraio 1963)
16. Minnesota (27 febbraio 1963)
17. Nuovo Messico (5 marzo 1963)
18. Hawaii (6 marzo 1963)
19. Dakota del Nord (7 marzo 1963)
20. Idaho (8 marzo 1963)
21. Washington (14 marzo 1963)
22. Vermont (15 marzo 1963)
23. Nevada (19 marzo 1963)
24. Connecticut (20 marzo 1963)
25. Tennessee (21 marzo 1963)
26. Pennsylvania (25 marzo 1963)
27. Wisconsin (26 marzo 1963)
28. Kansas (28 marzo 1963)
29. Massachusetts (28 marzo 1963)
30. Nebraska (4 aprile 1963)
31. Florida (18 aprile 1963)
32. Iowa (24 aprile 1963)
33. Delaware (1 maggio 1963)
34. Missouri (13 maggio 1963)
35. New Hampshire (12 giugno 1963)
36. Kentucky (27 giugno 1963)
37. Maine (16 gennaio 1964)
38. Dakota del Sud (23 gennaio 1964)

La ratifica fu completata il 23 gennaio 1964. La legislatura della Georgia fece un tentativo all'ultimo secondo per essere il 38° Stato a ratificare. Si trattò di una sorpresa, poiché “non ci si poteva aspettare alcun aiuto dal Sud” per l'emendamento. Il Senato della Georgia lo approvò rapidamente e all'unanimità, ma la Camera non agì in tempo. La ratifica della Georgia fu apparentemente abbandonata dopo quella del Sud Dakota.
L'emendamento fu poi ratificato dai seguenti Stati:
- Virginia (25 febbraio 1977)
- Carolina del Nord (3 maggio 1989)
- Alabama (11 aprile 2002)
- Texas (22 maggio 2009)

I seguenti Stati hanno respinto l'emendamento:
1. Mississippi (20 dicembre 1962)

I seguenti Stati non hanno ratificato l'emendamento:
1. Arizona
2. Arkansas
3. Georgia
4. Louisiana
5. Oklahoma
6. Carolina del Sud
7. Wyoming

## Legge post ratifica
L'Arkansas ha effettivamente abrogato l'imposta di voto per tutte le elezioni con l'emendamento 51 alla Costituzione dell'Arkansas alle elezioni generali del novembre 1964, alcuni mesi dopo la ratifica dell'emendamento. L'emendamento 85 del 2008 ha eliminato completamente la tassa elettorale dalla Costituzione. Dei cinque Stati originariamente interessati da questo emendamento, l'Arkansas è stato l'unico ad abrogare l'imposta sui sondaggi; gli altri quattro hanno mantenuto le loro imposte. Nel 1966, la Corte Suprema degli Stati Uniti, con la sentenza Harper v. Virginia Board of Elections (1966), ha dichiarato incostituzionali le tasse elettorali anche per le elezioni statali. I tribunali distrettuali federali dell'Alabama e del Texas, rispettivamente, avevano annullato le tasse elettorali di questi Stati meno di due mesi prima dell'emanazione della sentenza Harper.
Lo Stato della Virginia ha accolto l'emendamento prevedendo una “clausola di salvaguardia” della tassa elettorale. Invece di pagare l'imposta, un potenziale elettore poteva presentare una documentazione per ottenere un certificato che stabilisse la sua residenza in Virginia. I documenti dovevano essere presentati sei mesi prima del voto e l'elettore doveva fornire una copia del certificato al momento del voto. Si prevedeva che questa misura avrebbe fatto diminuire il numero di elettori legali. Nella decisione della Corte Suprema del 1965 Harman v. Forssenius, la Corte ha giudicato all'unanimità tali misure incostituzionali. La Corte dichiarò che per le elezioni federali " la tassa sul voto è assolutamente abolita come prerequisito per il voto, e non può essere imposto alcun sostituto equivalente o più mite".
Sebbene non sia direttamente correlato al Ventiquattresimo Emendamento, il caso Harper ha stabilito che la tassa elettorale era incostituzionale a tutti i livelli, non solo per le elezioni federali. La decisione Harper si basava sulla Clausola di uguale protezione del XIV emendamento, piuttosto che sul Ventiquattresimo Emendamento. Per questo motivo, da allora, le questioni relative all'equivalenza tra gli oneri di voto e le tasse elettorali, in termini di effetto discriminatorio, sono sempre state discusse sulla base della clausola di pari protezione.